# تلسکوپ اسلوه
تلسکوپ اسلوه (به انگلیسی: Slooh) یک تلسکوپ رباتیک است که امکان اتصال کاربران از طریق اینترنت و انجام رصد را فراهم می‌کند. در واقع اسلوه مجموعه‌ای از تلسکوپ‌ها است که در جزایر قناری (در خاک کشور اسپانیا) و در کشور شیلی قرار دارند. کاربران برای استفاده از این تلسکوپ اشتراک ماهیانه پرداخت کنند.

## پخش زنده رویدادهای نجومی
این تلسکوپ اولین تلسکوپ رباتیکی بوده است که رویدادهای نجومی را به صورت زنده از طریق اینترنت پخش نموده است. این تلسکوپ رویدادهای مهم نجومی مانند خورشیدگرفتگی و ماه‌گرفتگی، گذر سیارات زهره و عطارد، مقارنه‌ها، گذر سیارک‌ها و دنباله‌دارها از نزدیک زمین، بارش‌های شهابی، شفق‌های قطبی و اعتدال بهاری را به صورت زنده پوشش داده است. تمام برنامه‌های پیشین این تلسکوپ ضبط و آرشیو شده و روی وبگاه آن قابل مشاهده است.